# Gridalo Forte Records
Gridalo Forte Records (en castellano «grítalo fuerte») es una discográfica independiente italiana fundada en 1991 por el grupo musical de Roma Banda Bassotti. El nombre proviene de una proyecto anterior de la Banda Bassotti: Gridalo Forte no al Fascismo! No al Racismo! (en castellano: «grítalo fuerte, no al fascismo, no al racismo»), que consistía en un centro de documentación contra la discrimación racial y contra el fascismo.
El primer álbum editado fue Balla e difendi, un recopilatorio con varios grupos de Roma, entre ellos la propia Banda Bassotti, Filo Da Torcere, Red House y AK 47.
Durante la década de los 90, algunos trabajos del sello fueron distribuidos por el sello Esan Ozenki Records, fundada por Negu Gorriak, con quienes mantenían una relación de amistad. Asimismo, algunos de los álbumes editados por Esan Ozenki (y su heredera Metak) en Europa fueron distribuidos de la mano de Gridalo Forte.
También tuvieron relación con sellos como Liquidator Records, quienes distribuyeron y coeditaron algunos álbumes de Gridalo Forte.